# 公主道
22°18′41″N 114°10′39″E / 22.311364°N 114.1774616°E
公主道（英語：Princess Margaret Road），初稱楠道（英語：Nairn Road），是一條位於九龍中部的雙程分隔道路，全長2.31公里，始於窩打老道，經過採石山、十二號山和京士柏後，在尖沙咀漆咸道南作結，部份路段設有行車天橋疏導交通。當中介乎康莊道至窩打老道一段被運輸署納入香港1號幹線的一部份。公主道啟用時稱為“楠道”，初時南端只到達愛民邨，1959年港英政府對楠道進行重修，並延長至紅磡。重修工程在1966年3月1日完工，適逢英國瑪嘉烈公主於當日訪問香港，楠道遂於重修完工當日易名為“公主道”，以作紀念。公主道中隸屬幹線系統的路段車速限制為每小時70公里，而非幹線路段的車速限制原為每小時50公里，自1999年4月18日起獲放寬為每小時70公里，和其餘路段看齊。

## 歷史

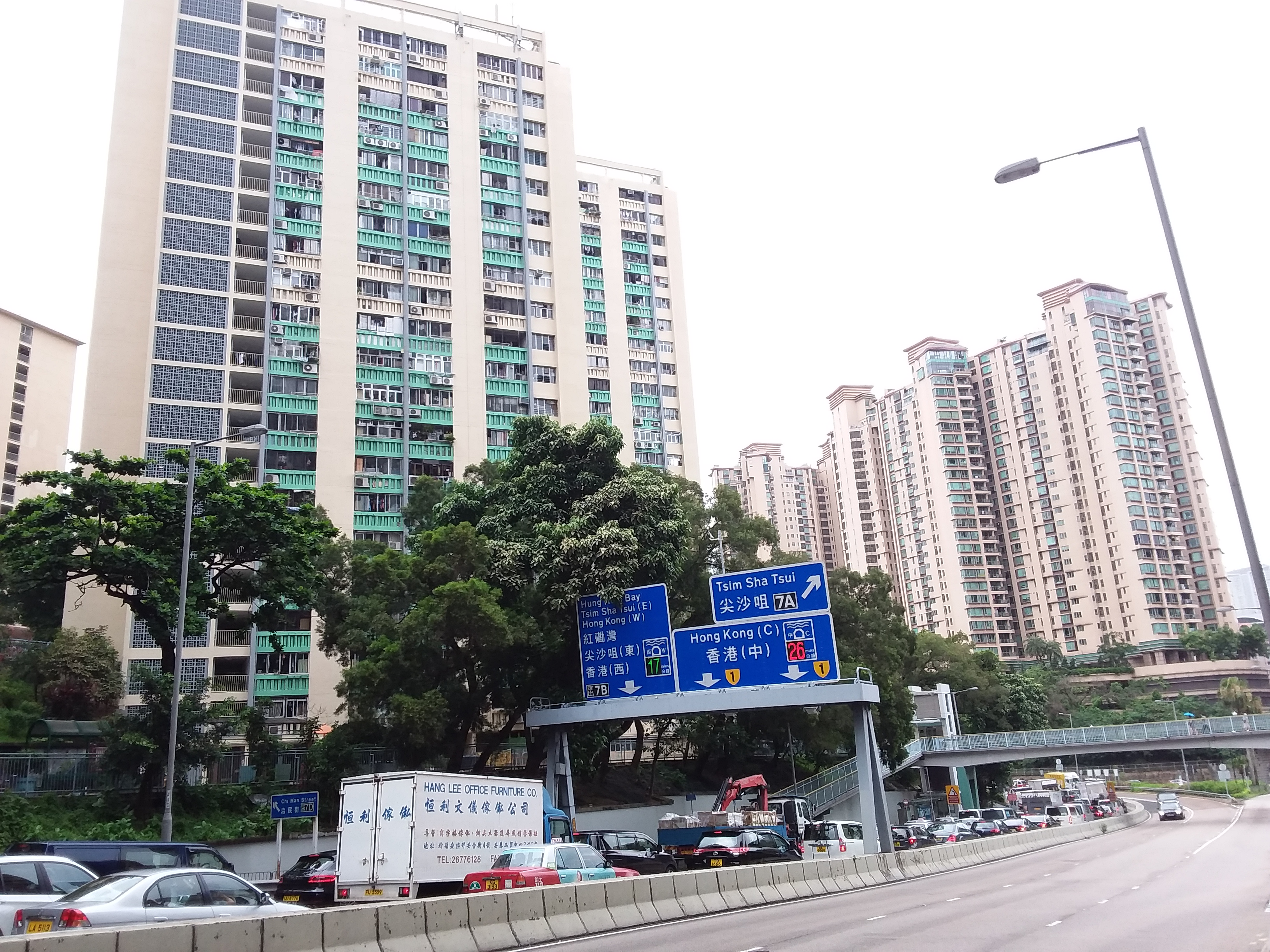
公主道南行近愛民邨設有行車時間顯示系統，方便駕駛者得知經各過海隧道前往港島的時間

公主道於1950年落成時稱為“楠道”，其中“楠”是指蘇格蘭的楠郡，中文名只是音譯，與楠樹並無關係。而當時的楠道只到達愛民邨敦民樓，並未連接至紅磡灣。
1959年10月10日，港英政府決定興建海底隧道，因而決定延長及擴闊楠道，並於同年11月14日就工程刊憲，港英政府更於1964年提出興建連接楠道和窩打老道，横跨亞皆老街的行車天橋，並在同年11月動工。在1966年3月1日，英國瑪嘉烈公主訪問香港，適逢楠道的延長工程完成，為紀念此事，港英政府遂於公主訪港當日將楠道改名為“公主道”，而橫跨亞皆老街的一段天橋則於同年4月4日通車。
隨著新界東北部新市鎮的急速發展令使用公主道往返港島與新界東北部的車流急劇增長，當局決定在1981年決定重建公主道天橋，重建計劃原擬於1985年動工，而工務司在1984年亦發現天橋出現結構問題，並準備開始重建計劃。舊天橋終在1986年1月起分三階段重建，由舊橋的雙線沒有中央分隔道路改建為四線雙程分隔道路，整項工程由西松建設負責，並斥資六千萬港元，於1989年3月10日正式完工。
以往行經公主道的車輛若往返前尖沙咀和紅磡黃埔花園，皆必須途經康莊道、佛光街或漆咸道南，惟該等車輛時常被紅磡海底隧道的車龍影響，政府遂在1996年6月興建一條連接紅磡繞道、漆咸道南及公主道的高架道路，視為公主道的延伸部份，命名為公主道連接路（Princess Margaret Road Link）。連接路直通黃埔花園，以減輕佛光街的交通壓力，於1999年8月31日通車。但在2019年3月1日，政府宣佈將連接路納入紅磡繞道的一部份，不再視為公主道的延伸路段。
現時公主道南行近愛民邨設有行車時間顯示系統，方便駕駛者得知經西區海底隧道或紅磡海底隧道前往港島的時間。

## 走線
公主道全長2.31公里，由窩打老道和亞皆老街的交界作為起點，然後向南延伸，沿途和培正道、衛理道等道路交匯，再和紅磡繞道及康莊道分道揚鑣，隸屬香港1號幹線的路段亦隨之結束。公主道其後以行車天橋的方式跨過加士居道，並到達漆咸道南，公主道隨之而作結。
現時公主道在衛理道以北的路段位於九龍城區，以南則屬油尖旺區。

## 出口

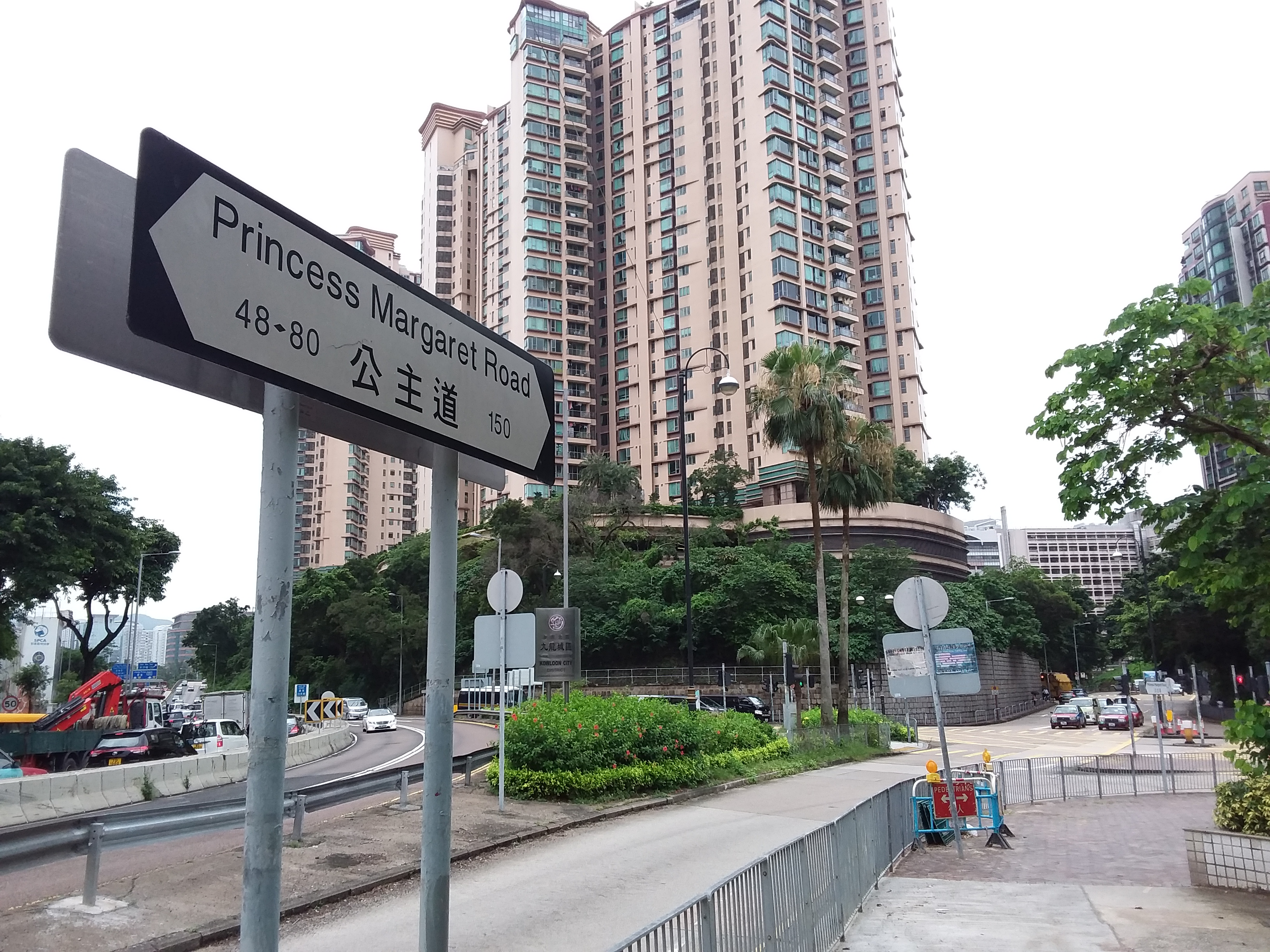
公主道和衛理道的交界

| 公主道                              | 公主道       | 公主道                                      |
| 北行                                | 出口編號     | 南行                                        |
| 連接漆咸道南                        | 連接漆咸道南 | 連接漆咸道南                                |
| 公主道起點                          |              | 公主道終點                                  |
| ----------------------------------- | ------------ | ------------------------------------------- |
| 紅磡、香港島、觀塘 漆咸道南         | 不適用       | 不適用                                      |
| 連接康莊道                          |              |                                             |
| 不適用                              | 7A           | 尖沙咀 公主道（非幹線路段）                 |
| 不適用                              | 7B           | 紅磡車站、紅磡灣、尖沙咀東、港島西 紅磡繞道 |
| 京士柏 衛理道                       | 7C           | 不適用                                      |
| 不適用                              | 7D           | 治民街                                      |
| 不適用                              | 7E           | 何文田 忠民街                               |
| 何文田、油麻地、紅磡、港島西 民豐徑 | 8            | 何文田、油麻地、紅磡、港島西 常興街         |
| 旺角 亞皆老街                       | 8A           | 出口設於窩打老道                            |
| 公主道 終點                         |              | 公主道 起點                                 |
| 連接窩打老道                        |              |                                             |

## 現況

### 年平均每日交通流量
以下為2021年公主道各段的年平均每日交通流量數據，全段公主道被香港運輸署界定為「主幹路」（Trunk Road, UT）。
| 路段               | （車輛架次） | 估計數據 |
| ------------------ | ------------ | -------- |
| 漆咸道南至漆咸道北 | 45,900       | 否       |
| 漆咸道南至衛理道   | 71,820       |          |
| 衛理道至培正道     | 72,600       |          |
| 培正道至亞皆老街   | 88,750       | 是       |

### 路面劃線問題
現時由培正道駛入公主道北行的車輛，受雙白線的限制，該等車輛必須駛經亞皆老街方能駛入窩打老道北行，而無法駛上公主道天橋前往窩打老道北行，為人詬病。不少駕駛者為貪圖方便，在雙白線位置強行切線駛上天橋，險象環生，因此有區議員要求撤銷該雙白線。運輸署表示，由於平日下午繁忙時間會有較多車輛駛經亞皆老街，該署會評估亞皆老街及公主道的交通流量來研究相關建議是否可行。